# 新橋 (松本市)
新橋（しんばし）は長野県松本市の市街地の北西にある地名。丁番を持たない単独町名である。住居表示実施済み。町名の由来は奈良井川にかかる新橋。1986年に老朽化により架け替えられた。郵便番号は390-0865。

## 概要
国道19号と長野県道295号平田新橋線（旧国道19号）、旧国道147号が交わる交通の要衝である。住宅が中心の地区で城山の西側にあたり、東にJR篠ノ井線、西に奈良井川に挟まれた細長い地区。宮渕浄化センターの一部がある。
江戸時代には宮渕村の一部であった。俗地名として一本木平、中山、漆山、水神山、屋敷久保、大平などがある。

## 歴史
- 1967年（昭和42年）7月1日 - 住居表示実施[4]。

## 世帯数と人口
2018年（平成30年）10月1日現在の世帯数と人口は以下の通りである。
| 町丁 | 世帯数 | 人口  |
| ---- | ------ | ----- |
| 新橋 | 64世帯 | 137人 |

## 交通
- 国道19号
- 長野県道295号平田新橋線